# 달마티아어

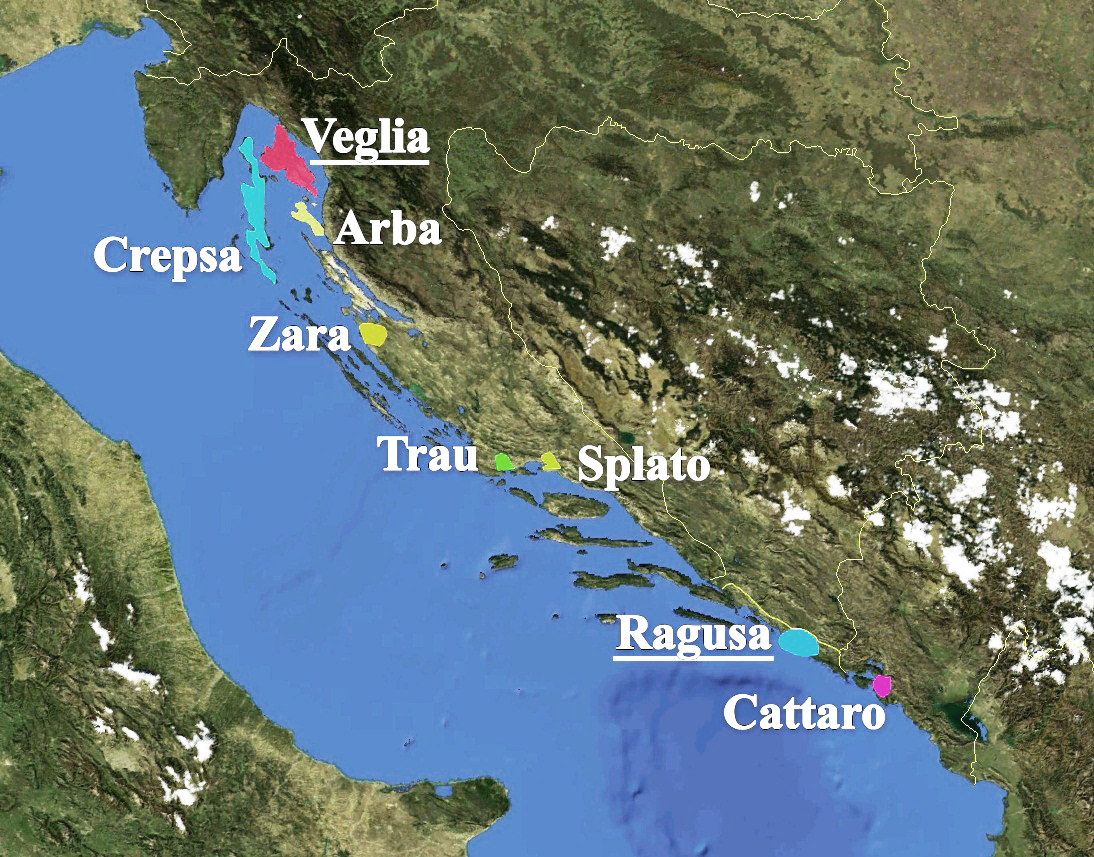
달마티아어 방언들의 과거 분포

달마티아어(영어: Dalmatian)는 오늘날에는 크로아티아의 영토인 달마티아 지역에서 사용되던 로망스어 계통의 언어였다. 가장 가까운 언어는 이스트라반도에서 사용되던 이스트리아어였으며, 이탈리아어와도 상당히 가까운 언어였다. 1898년 6월 10일 알려진 마지막 모어 화자인 투오네 우다이나(Tuone Udaina)가 사망하며 사실상 사멸했으나 20세기 중에도 어느 정도의 구사는 가능한 사람들이 남아있었다. 과거 라구사 공화국에서 널리 쓰인 것으로도 잘 알려져 있다. 이 언어는  Manfred Trummer(1998)에 따르면 크로아티아 지역의 지명, 두브로브니크 방언, 표준 크로아티아어에 조금 남아있다. 

## 같이 보기
- 이스트리아어